# 3-Fluorometanfetamina
3-Fluorometanfetamina (3-FMA) é uma droga estimulante da classe das anfetaminas que costuma ser vendida como droga sintética para fins de uso recreativo.

## Legalidade
Desde outubro de 2015, o 3-FMA é uma substância controlada na China.